# 普曼克
34°36′S 71°40′W / 34.600°S 71.667°W

普曼克（西班牙語：Pumanque），是智利的城鎮，位於該國中部奧伊金斯將軍解放者大區的科爾查瓜省，面積440.9平方公里，海拔高度93米，2012年人口3,242人，人口密度每平方公里7.4人。